# Cẩm Nam (Quảng Nam)
Cẩm Nam is een phường van Hội An, naast Tam Kỳ de tweede stad van de provincie Quảng Nam.
Cẩm Nam bestaat uit een aantal riviereilanden in de Hội An.